# ماري ستيوارت كاتينغ
ماري ستيوارت كاتينغ (بالإنجليزية: Mary Stewart Cutting)‏ هي صحفية وسفرجات أمريكية، ولدت في 1851، وتوفيت في 11 فبراير 1928 في مانهاتن في الولايات المتحدة.